# Carlo Francesco Nuvolone

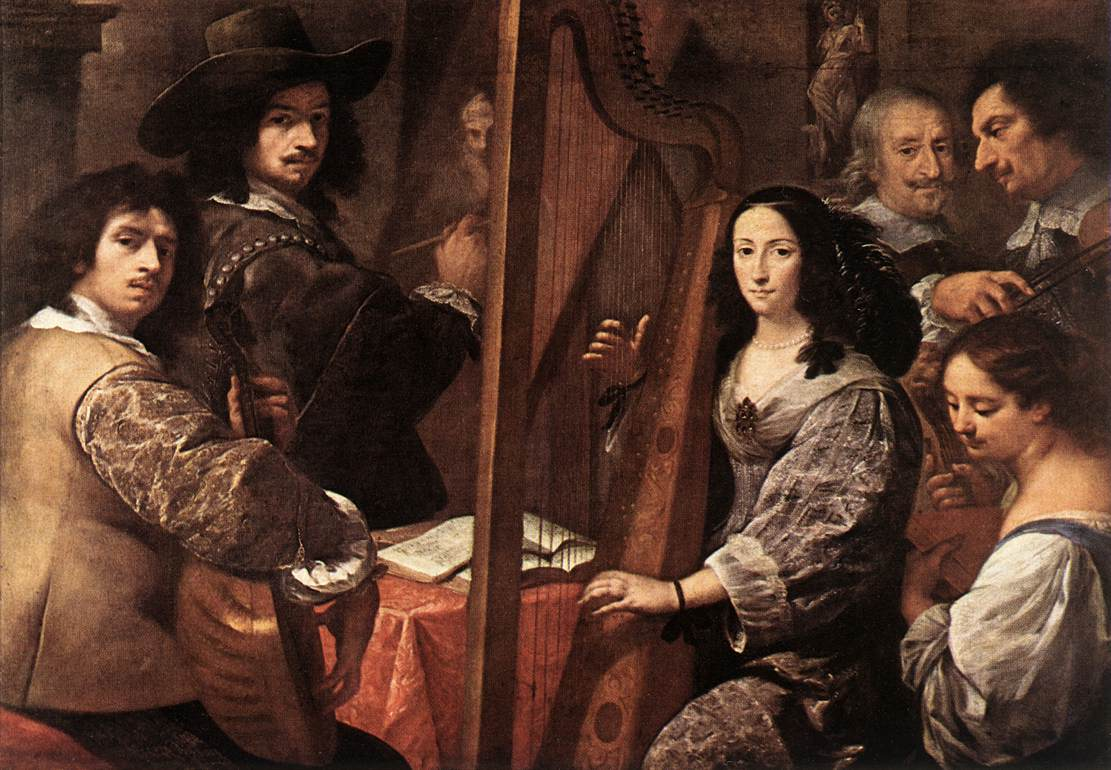
Carlo Francesco (und Giuseppe) Nuvolone: Selbstporträt an der Staffelei mit der Familie Nuvolone, Pinacoteca di Brera, Mailand. Der Herr links mit der Laute ist Carlo Francescos Bruder Giuseppe, der ältere Herr im Hintergrund rechts wahrscheinlich der Vater Panfilo Nuvolone.

Carlo Francesco Nuvolone (* um 1608–1609 in Mailand; † 1. August 1661 ebenda) war ein italienischer Maler und Freskant und einer der Protagonisten des lombardischen Barock, gemeinsam mit Francesco Cairo, Giovan Battista Discepoli und Johann Christoph Storer.

## Leben
Er kam als Sohn des Malers Panfilo Nuvolone und von dessen Frau Isabella in Mailand zur Welt. Das genaue Geburtsdatum ist nicht bekannt. Die Anfangsgründe der Malerei lernte er wahrscheinlich bei seinem Vater, bevor er an der Accademia Ambrosiana studierte, unter Leitung von Cerano (Giovanni Battista Crespi). Er studierte auch die Werke von Giulio Cesare Procaccini (laut Orlandi, 1704, 1753).
Eins seiner frühesten erhaltenen Werke ist die 1631 bis 1634 entstandene Pietà mit Heiligen in der Collegiata von Bormio, die noch deutliche Einflüsse von Cerano und Procaccini zeigt. Etwas selbstständiger ist dann bereits Nuvolones Altarbild für die Kirche Santa Marta in Mailand von 1636 (sog. Pala di Santa Marta), die sich heute in der Pinacoteca von Pavia befindet. Stilistisch orientierte er sich am seinerzeit modernen Tenebrismus, zuweilen erinnert er an frühe Werke von Francesco Cairo.

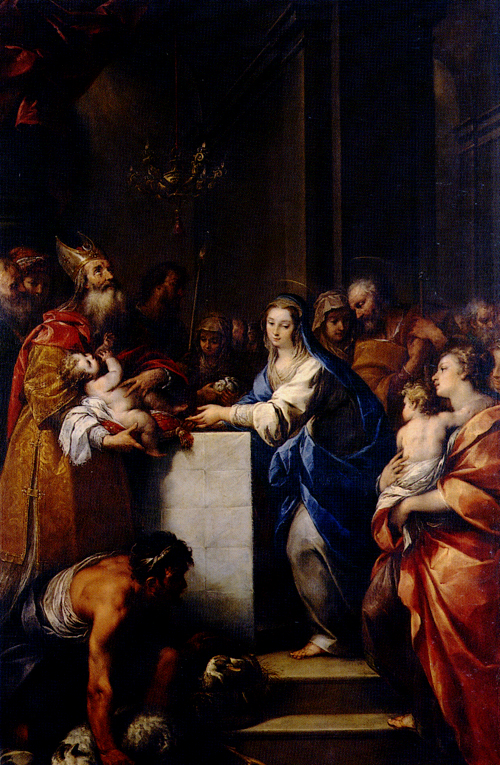
Die Reinigung der Jungfrau Maria, 1645, Musei civici, Piacenza

In den 1640er Jahren entwickelte Nuvolone in seinen Bildern eine neue Gefühlsbetontheit und atmosphärische Weichheit, die bereits vollkommen barock sind, auch hellte sich seine Farbpalette leicht auf. Beispiele dafür sind die 1643 gemalte Anbetung der Hirten im Dom von Novara, die Reinigung der Jungfrau Maria (1645) im Museum von Piacenza (siehe Abb.), oder die Himmelfahrt Mariä von 1646 in der Pinacoteca di Brera. Er malte auch Bilder über mythologische Themen wie die verwundete Dido oder Kefalos und Prokris, oder Figuren aus Giovanni Battista Guarinis Il Pastor Fido, wie Silvio e Dorinda.
Carlo Francescos neuer Stil fand großen Gefallen und wurde zu einem Vorbild, so dass man von einer regelrechten maniera nuvoloniana, einem Nuvolone-Stil, sprechen kann. Seine Malerei erinnert in ihrem Lyrismus etwas an den spanischen Maler Murillo, den er jedoch kaum gekannt haben dürfte. Nuvolones Figurenideal ist offenbar durch Guido Reni beeinflusst, weshalb man ihn auch den „lombardischen Guido“ (il Guido della Lombardia) genannt hat. Malerisch scheint er sich auch an Van Dyck orientiert zu haben, von dem er Bilder in Genua gesehen haben konnte.
Carlo Francesco Nuvolone trat auch als Freskant hervor, so malte er 1648 einen Zyklus in der Sankt-Michaelskapelle der Certosa di Pavia, und 1650 Fresken mit der Geburt Jesu und der Disputa der Kirchenlehrer in zwei Kapellen (III und V) des Sacro Monte di Varese, die teilweise signiert und datiert sind.
Er war auch ein beliebter Porträtist. 1649 durfte er die Erzherzogin Maria Anna von Österreich porträtieren, während sie auf ihrer Reise als Braut Philipps IV. nach Spanien in Mailand Halt machte; das dabei entstandene Bildnis ist allerdings verloren. Das berühmteste Zeugnis seiner Porträtkunst ist sein Selbstbildnis mit der Familie Nuvolone in der Pinacoteca di Brera, das er unter Mitwirkung seines Bruders Giuseppe malte.
Für den Dom von Monza schuf Carlo Francesco 1650 ein Gastmahl in Emmaus. Zwei Jahre später entstand sein Gemälde Petrus und die Hl. Chiara, das heute im Besitz der Brera ist.
Zu seinen Nachahmern gehört auch sein Bruder Giuseppe Nuvolone, der mit ihm zusammenarbeitete und ab Ende der 1640er Jahre mit eigenen Bildern hervortrat, die stilistisch oft schwer von Carlo Francescos zu unterscheiden sind. Zu den gemeinschaftlichen Projekten der Brüder Nuvolone gehört ein Zyklus von Fresken und Ölbildern mit Biblischen Szenen, den sie zwischen 1648 und 1652 in der Cappella del Salvatore im Santuario della Beata Vergine in Vimercate ausführten. Auch im Sacro Monte von Orta arbeiteten sie 1654 zusammen, und um 1660 bei der Freskendekoration im Palazzo Ferrero Fieschi in Masserano.
Das wohl letzte Bild von Carlo Francesco Nuvolone ist die Verkündigung in der Chiesa dell’Annunziata von Oleggio (1661).
Er starb am 1. August 1661 in Mailand.

## Bildergalerie

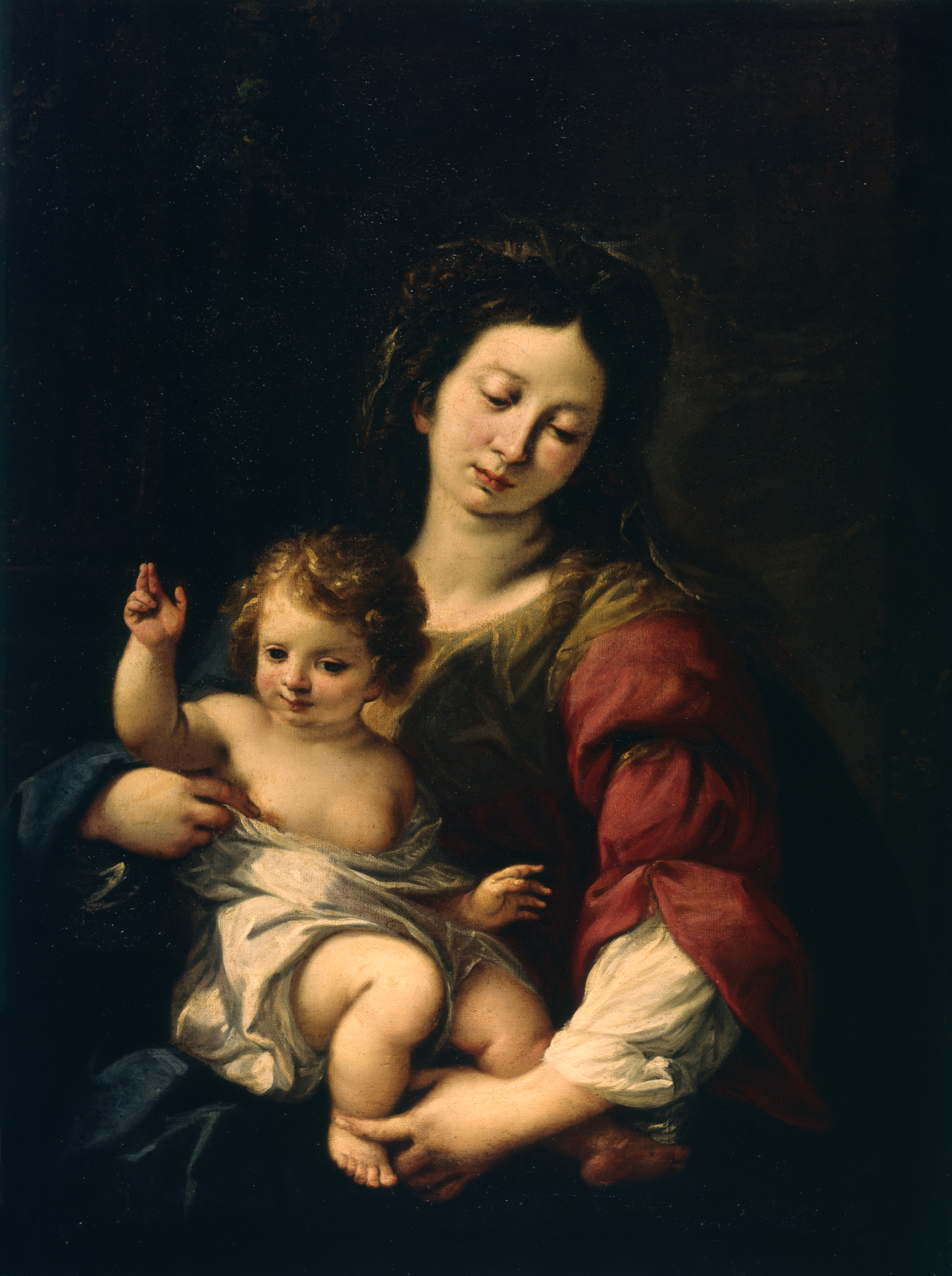
Madonna und Kind, Walters Art Museum, Baltimore (Maryland)
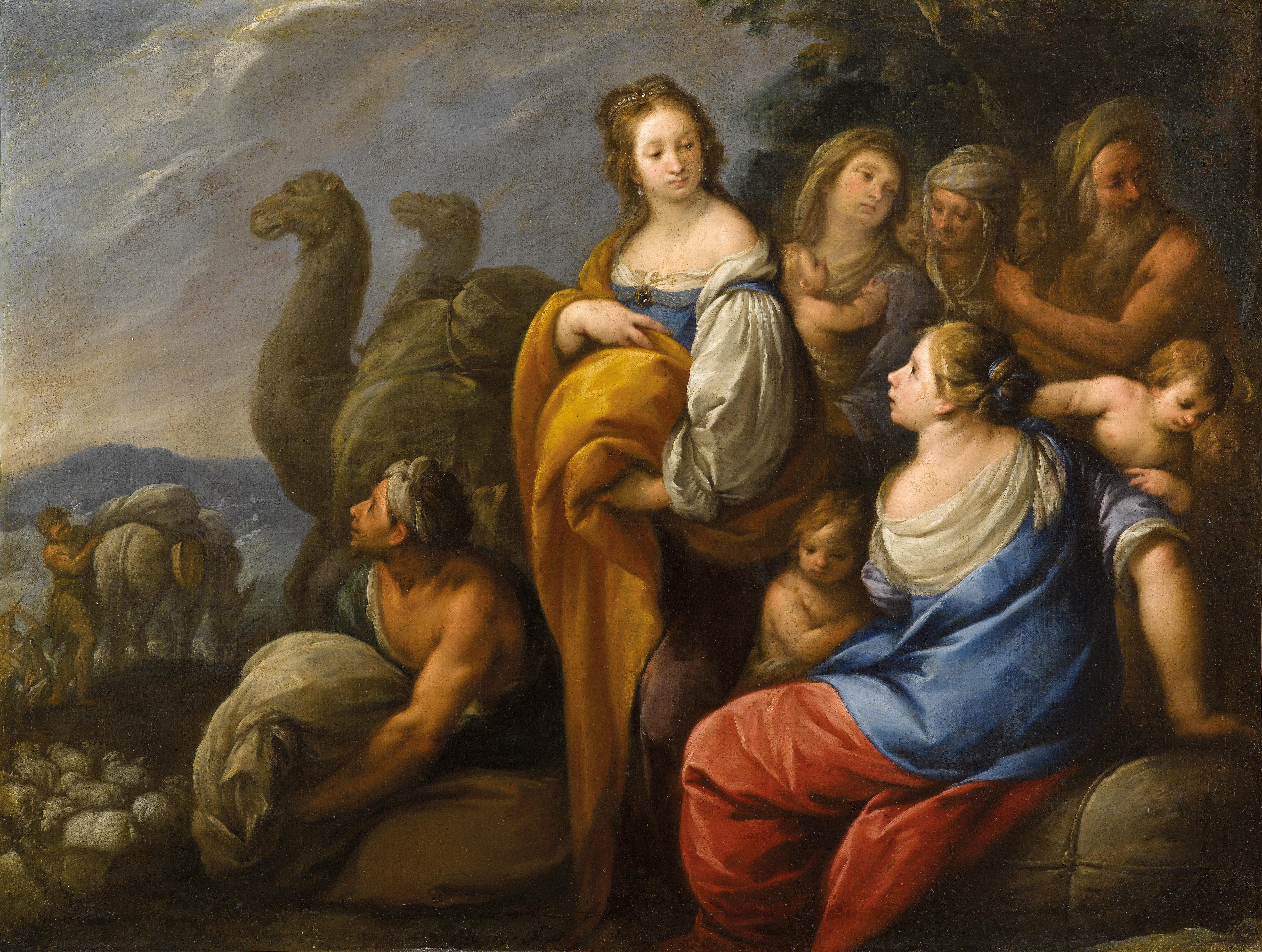
Rahel verbirgt die Götzenbilder, 1645–50, Privatsammlung (?)
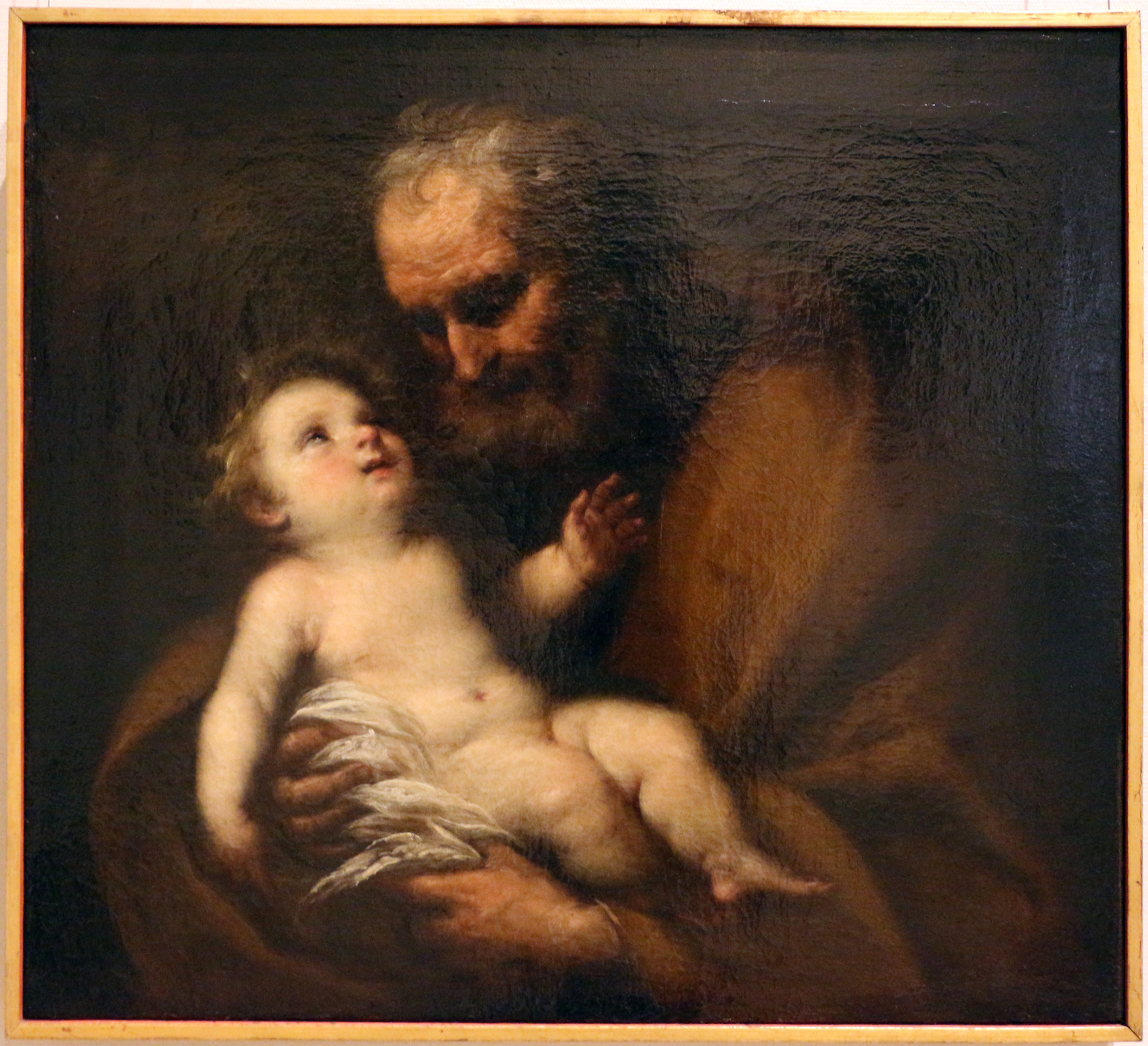
Der Hl. Joseph mit dem Jesuskind, ca. 1638, Pinacoteca del Castello Sforzesco, Mailand
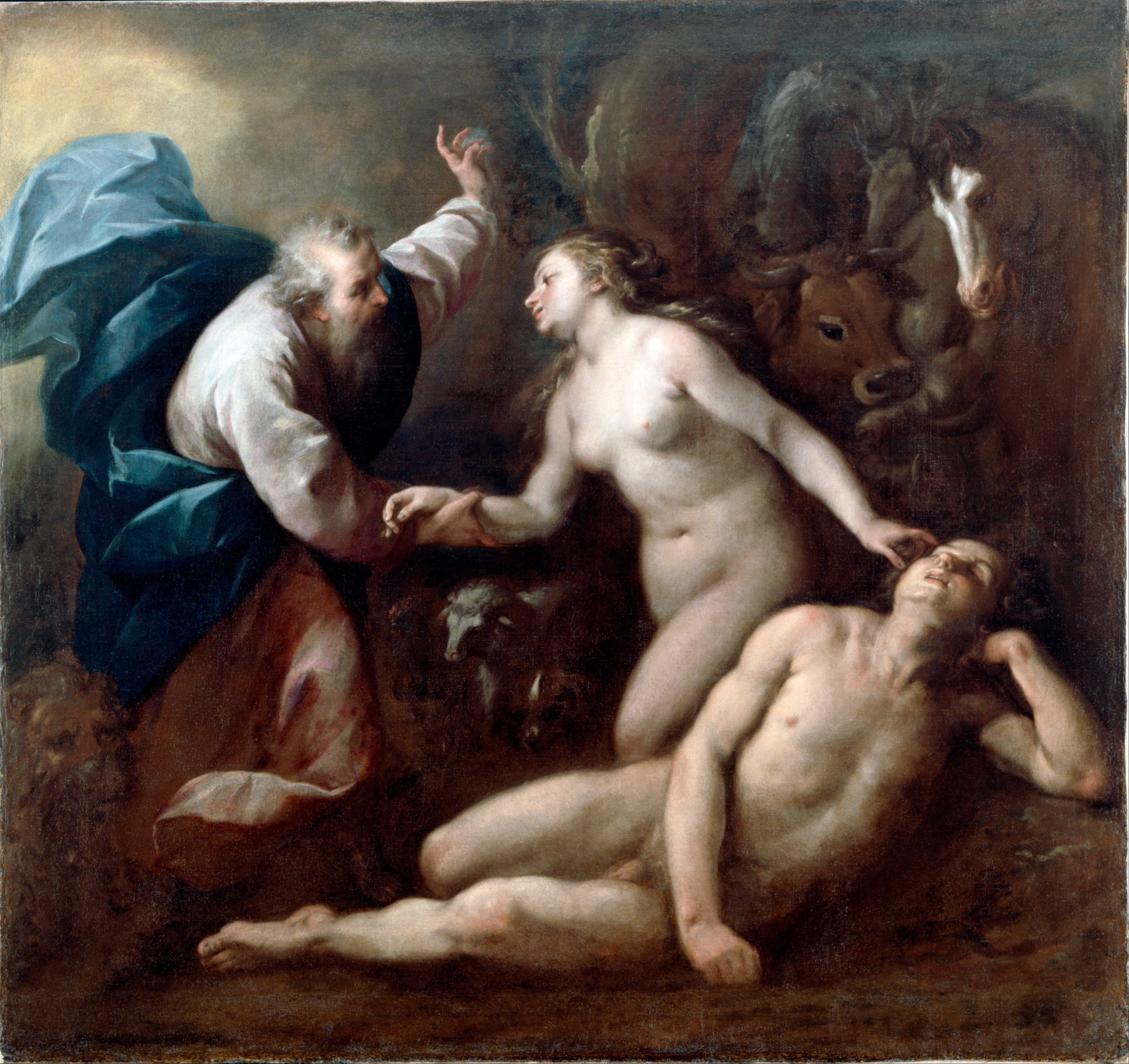
Erschaffung Evas, Dulwich Picture Gallery, London
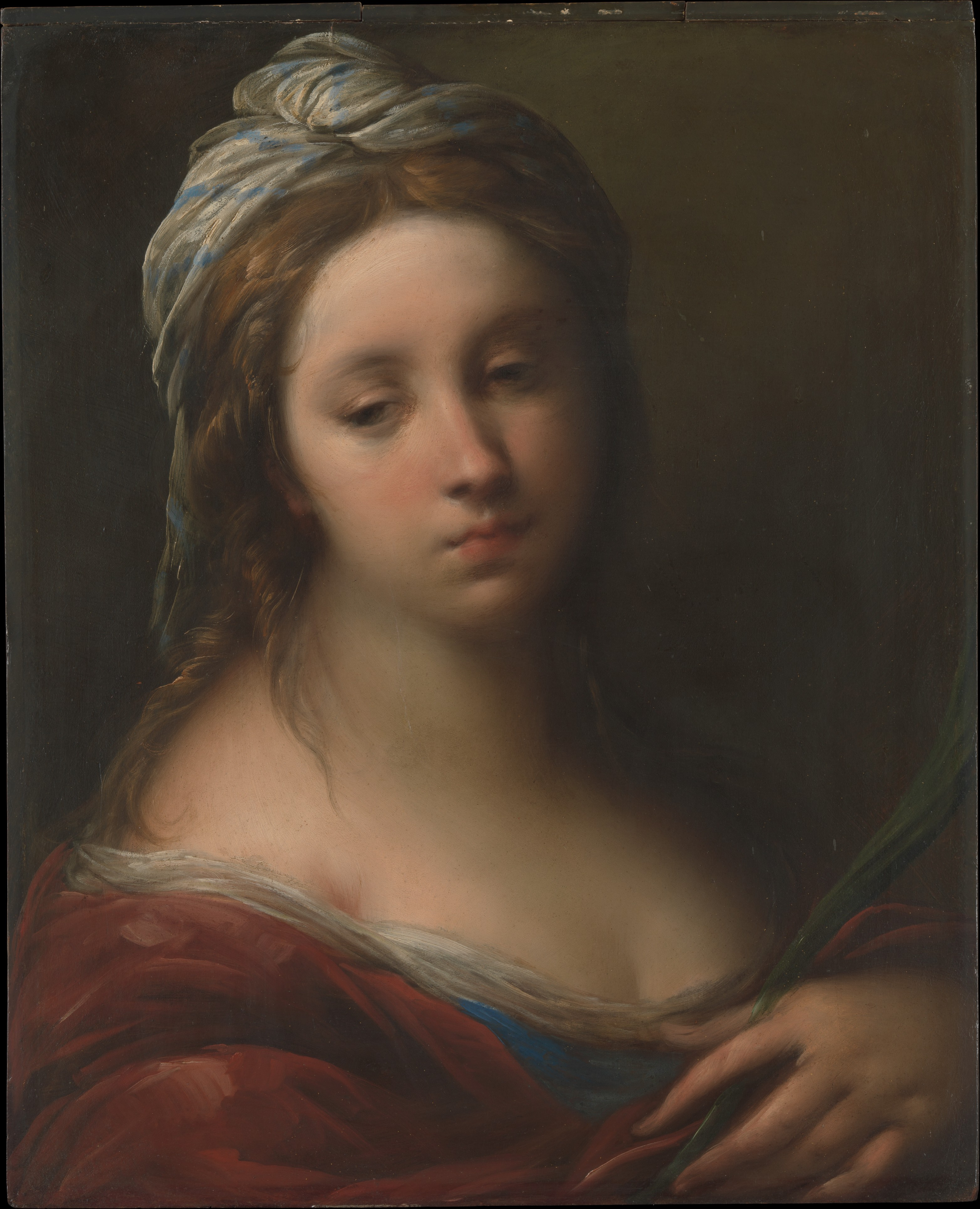
Heilige Märtyrerin, um 1650, Metropolitan Museum, New York
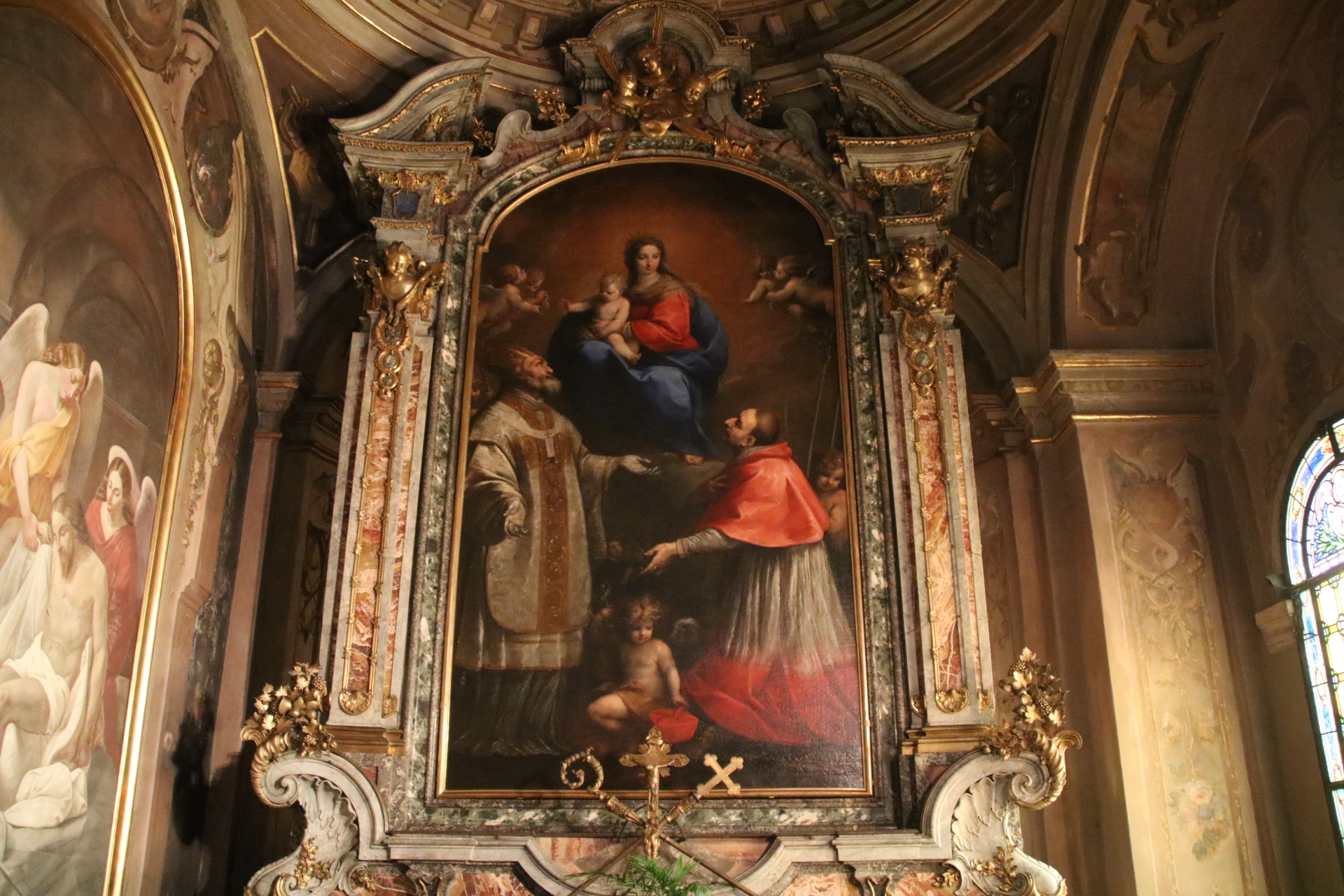
Madonna mit Kind und Heiligen, Chiesa del Santo Sepolcro, Mailand

## Werke
- Hl. Vincenzo, Gemeindekirche von Varallo Pombia, ca. 1631
- Pietà mit Heiligen, Collegiata, Bormio, 1631–1634
- Hl. Johannes Evangelist, Santo Stefano, Mailand
- Traum des Hl. Joseph, Sant’Agostino, Como
- Die vier Evangelisten, Quadreria arcivescovile, Mailand
- Mariä Himmelfahrt mit Heiligen, San Francesco, Pontremoli, um 1633 (zusammen mit Panfilo Nuvolone)
- Pala di Santa Marta, (ursprl. in Santa Marta, Mailand), Musei civici di Pavia, Pavia, 1636
- Martyrium der Hl. Vito und Modesto (urspr. in der Kirche San Vito al Pasquirolo, Mailand),  Museo diocesano, Mailand
- Lünette mit dem Erzengel Michael, Musei civici, Como
- Die Schule des Hl. Augustinus, Musei civici, Mailand
- Martyrium einer Heiligen, Louvre, Paris, ca. 1635–40
- Tarquinius und Lucrezia, Collezione Borromeo, Isola Bella (Lago Maggiore)
- Maria Immacolata mit Federico Borromeo, Kirche Santa Maria, Arona, 1642
- Anbetung der Hirten, Dom von Novara, 1643
- Reinigung der Jungfrau Maria (Purificazione della vergine), Musei civici, Piacenza, 1645
- Mariä Himmelfahrt, Pinacoteca di Brera, Mailand, 1646
- Porträt des Manfredo Settala, Privatsammlung, 1646
- Porträt einer adligen Dame, Collezioni comunali d’arte di Bologna
- Madonna in Glorie mit dem Hl. Carlo Borromeo und dem Seligen Felix von Cantalice, Pinacoteca nazionale di Parma, 1647
- Madonna del Carmine, San Giorgio, Cuggiono, 1648
- Ruhe auf der Flucht nach Ägypten, Kirche Santa Maria e San Giorgio, Annone Brianza, 1648
- Freskenzyklus in der Sankt-Michaelskapelle, Certosa di Pavia, 1648
- Geburt Jesu und Disputa der Kirchenlehrer, Fresken in Kapelle III und Kapelle V des Sacro Monte di Varese, 1650 (teilweise signiert und datiert)
- Gastmal in Emmaus, Dom von Monza, 1650
- Selbstbildnis mit der Familie Nuvolone, Pinacoteca di Brera, Mailand, um 1650 (zusammen mit Giuseppe Nuvolone ?)
- Petrus und die Hl. Chiara (urspr. in San Giovanni in Conca, Mailand), Pinacoteca di Brera, Mailand, 1652
- Porträt des Giovan Battista Lauro, Privatsammlung, 1650–1654
- Bildnis des Bartolomeo Arese, Privatsammlung
- Ein Kavalier als Hl. Mauritius, Pinacoteca nazionale di Parma
- Büßende Magdalena, Kirche Santa Maria Maddalena, Alessandria, 1655
- Don Giovanni d’Austria, Privatsammlung, 1656
- Petrus und Jakobus heilen einen Krüppel, San Vittore, Mailand, 1659
- Verkündigung, Chiesa dell’Annunziata, Oleggio, 1661

Zusammen mit Giuseppe Nuvolone:
- Erscheinung der Madonna von Caravaggio, San Vitale, Parma, 1649 (zusammen mit Giuseppe Nuvolone ?)
- Fresken und Ölbilder mit Biblischen Szenen, in der Cappella del Salvatore im Santuario della Beata Vergine, Vimercate, 1648–1652 (zusammen mit Giuseppe Nuvolone)
- Sieg des Hl. Franziskus über die Versuchungen, Fresken in Kapelle X im Sacro Monte di Orta, 1654 (zusammen mit Giuseppe Nuvolone)
- Fresken im Palazzo Ferrero Fieschi, Masserano, um 1660 (zusammen mit Giuseppe Nuvolone)